# عين السيب
أحد العيون المائية في قضاء عين التمر الواقع غربي كربلاء، بمسافة 40 كم، بينابيع العيون وخاصة المعدنية التي تُستخدم للعلاجات الجلدية لاحتوائها على نسب عالية من الكبريت، وهي مصدر إروائي لسقي المزارع والبساتين التي كان يقصدها السائحين للاستجمام والراحة ومنها.
عين السيب: يعتقد ان تسميتها من اللفظة الفارسية (سيب) ومعناه التفاح وذلك لكثرة أشجار التفاح القريبة منها، ويقال انها تعني باللغة العربية (مجرى الماء) الذي ينساب من الأعلى الى الاسفل فسمّيت (عين السيب) من الانسياب، وهذه العين كانت محاطة ببساتين النخيل والفاكهة، كما ان شكلها بيضوي، وكان السكان المحليون يستخدمونها للاستحمام لبعدها عن المارة.